# Anna-Ebert-Brücke
Die Anna-Ebert-Brücke ist eine Straßenbrücke über die Alte Elbe in Magdeburg. Die Bogenbrücke wurde 1951 von „Lange Brücke“ in „Anna-Ebert-Brücke“ umbenannt, um an die insbesondere im benachbarten Stadtteil Cracau tätige KPD-Politikerin und KZ-Überlebende Anna Ebert (1889–1947) zu erinnern.

## Lage
Sie verbindet in östlicher Verlängerung von Neuer Strombrücke und Zollbrücke die Stadtteile Werder und Brückfeld. Die Brücke ist Teil der bereits in historischer Zeit bedeutsamen Verbindung von der Magdeburger Altstadt nach Osten.

## Geschichte

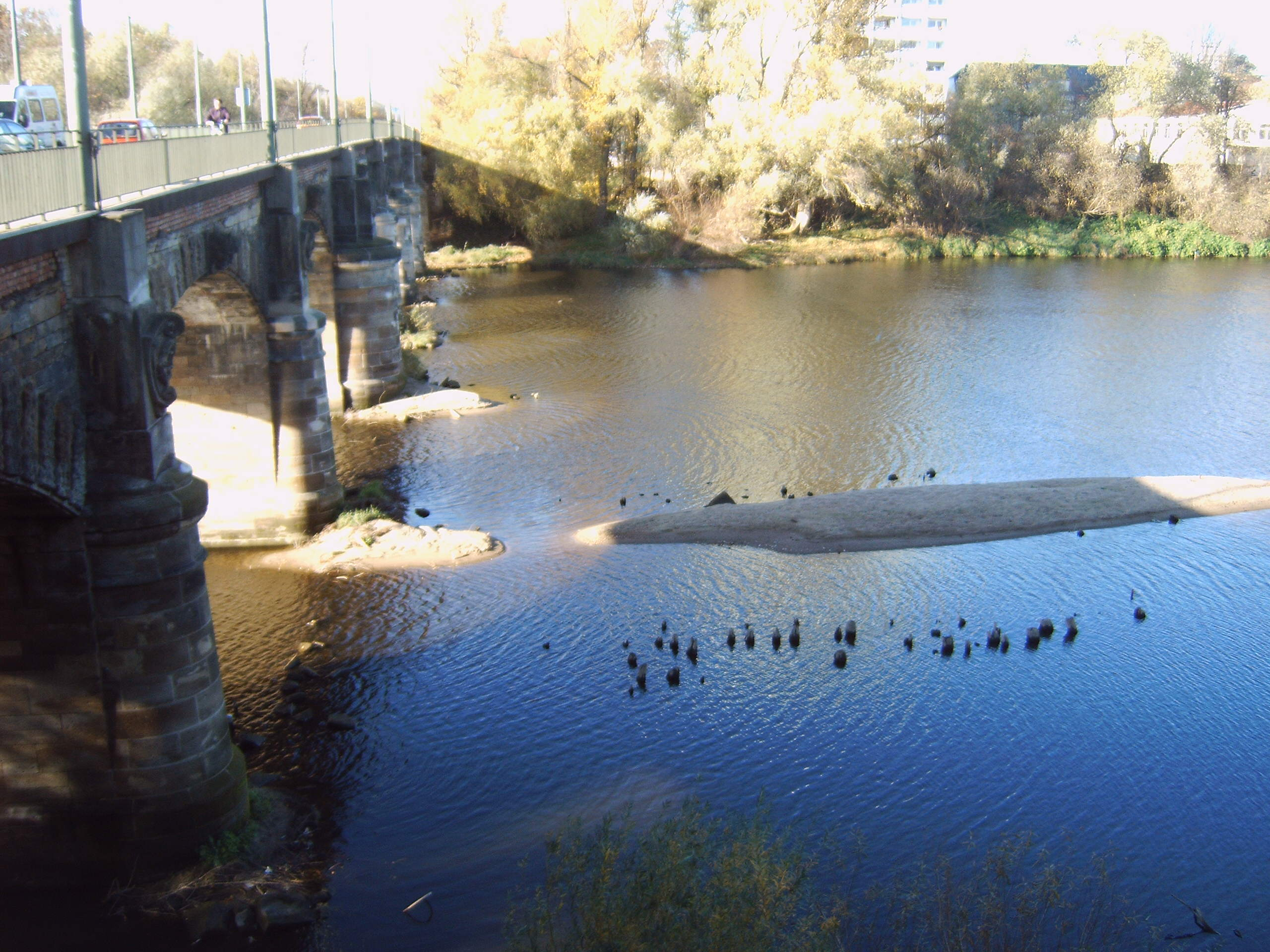
Pfähle der alten Brücke nördlich der Anna-Ebert-Brücke

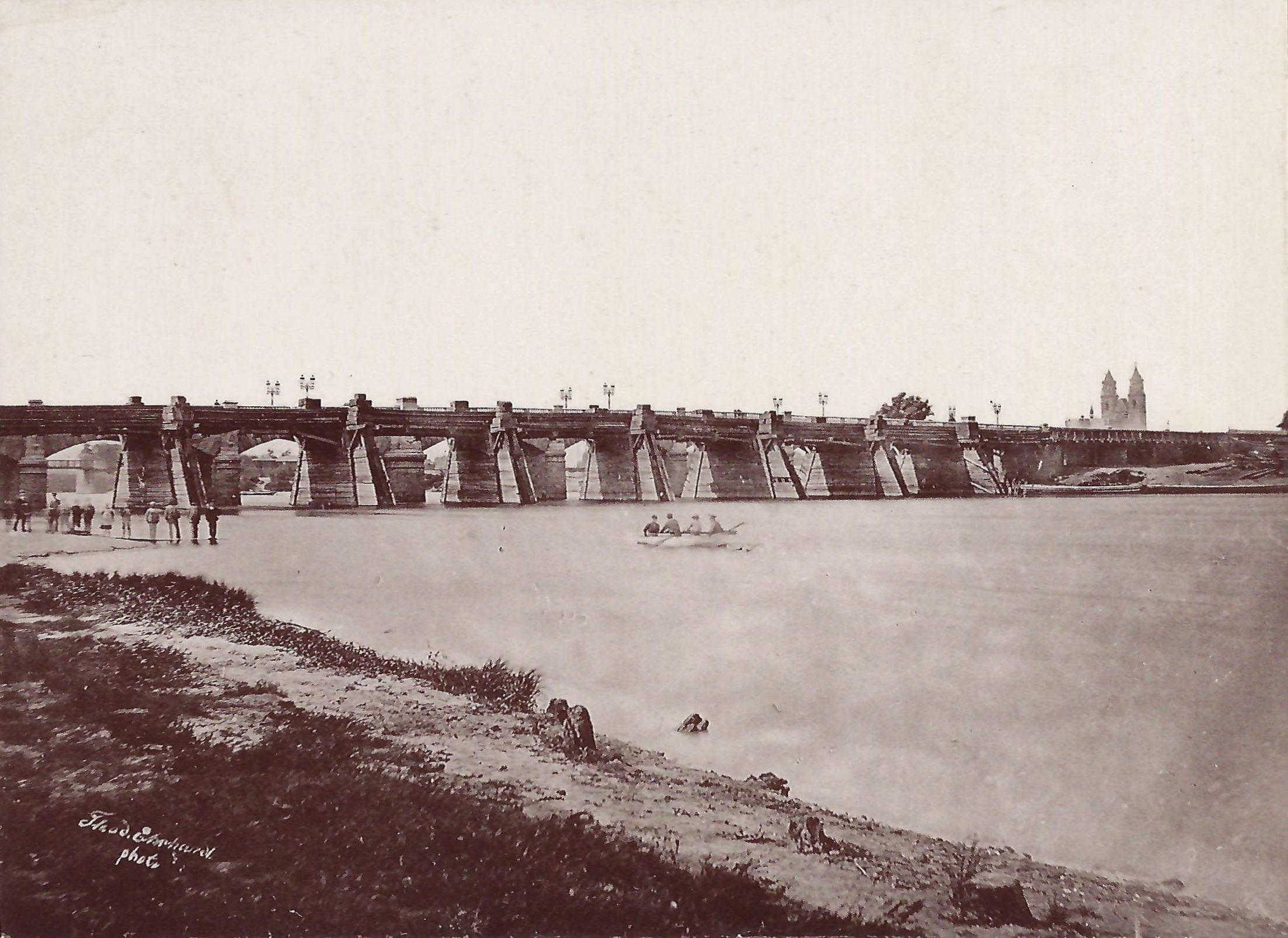
Alte Brücke, wohl vor 1880

Schon früh befanden sich in diesem Bereich Brücken zur Überquerung der Elbe und ihrer Nebenarme. Der Bau einer Langen Brücke wurde bereits im Jahr 1422 erwähnt. Die Brücke überquerte vom Werder kommend zunächst die damalige Mittelelbe, führte über den Kommandantenwerder, überbrückte dann die Alte Elbe zum östlichen Elbufer, an welchem später die Friedrichstadt, das heutige Brückfeld, entstand. Im Jahr 1631 wurde die Brücke stillgelegt und es folgten als Ersatz Schiffbrücken und Fährverkehr.:S. 110
Ab dem 17. November 1666 war wieder eine Lange Brücke in Nutzung und am östlichen Ende wurde ein Brückenkopf, die Turmschanze, ausgebaut.:S. 110 Anfang des 19. Jahrhunderts wurde die Lange Brücke als auf 16 Holzjochen und einem Steinpfeiler ruhend beschrieben. Ihre Länge umfasste 356 Schritt (etwa 265 Meter). Bei Niedrigwasser sind neben der heutigen Brücke noch die Reste der Pfähle im Elbgrund zu erkennen.

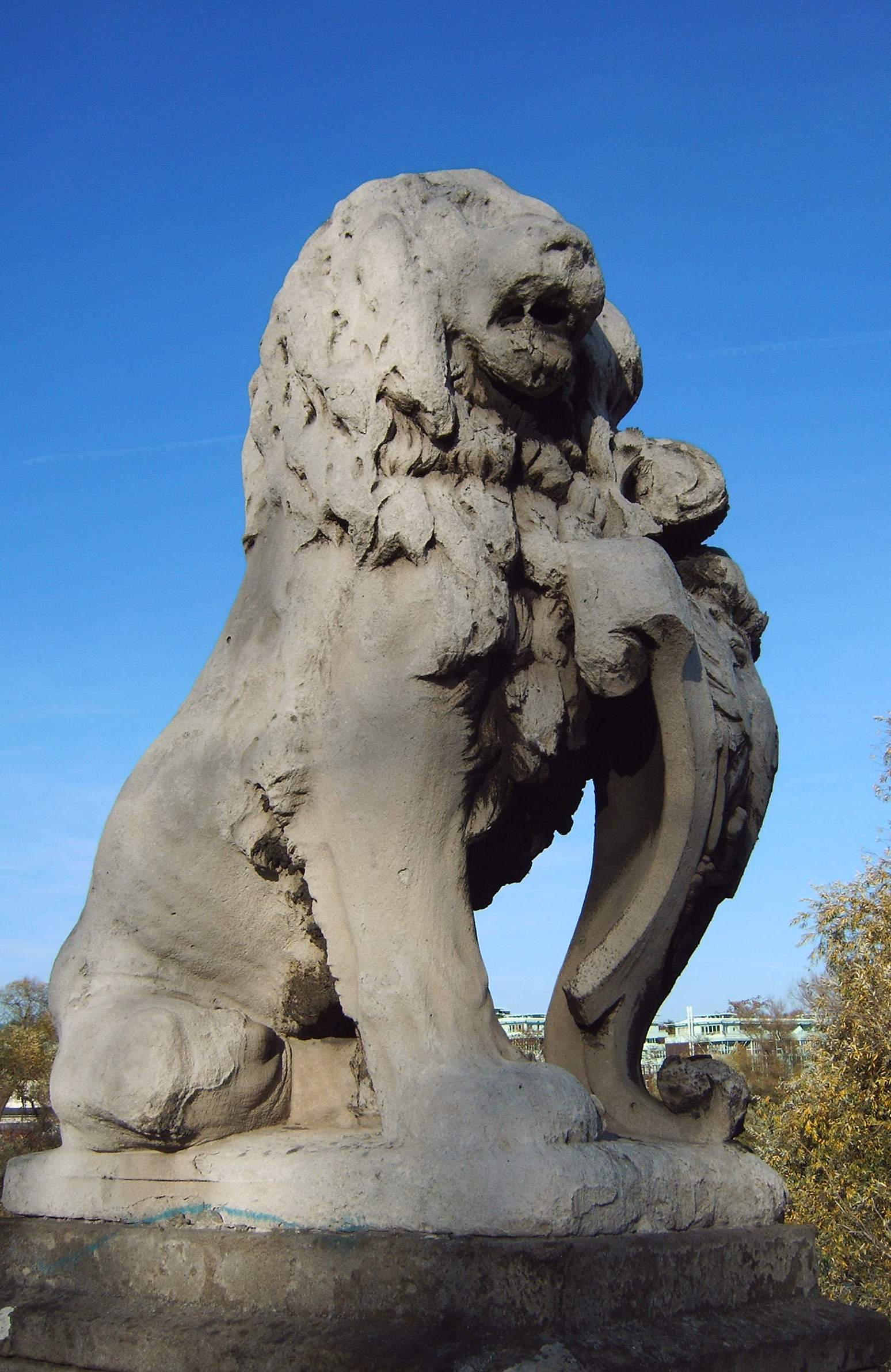
Löwe am nordöstlichen Ende der Brücke

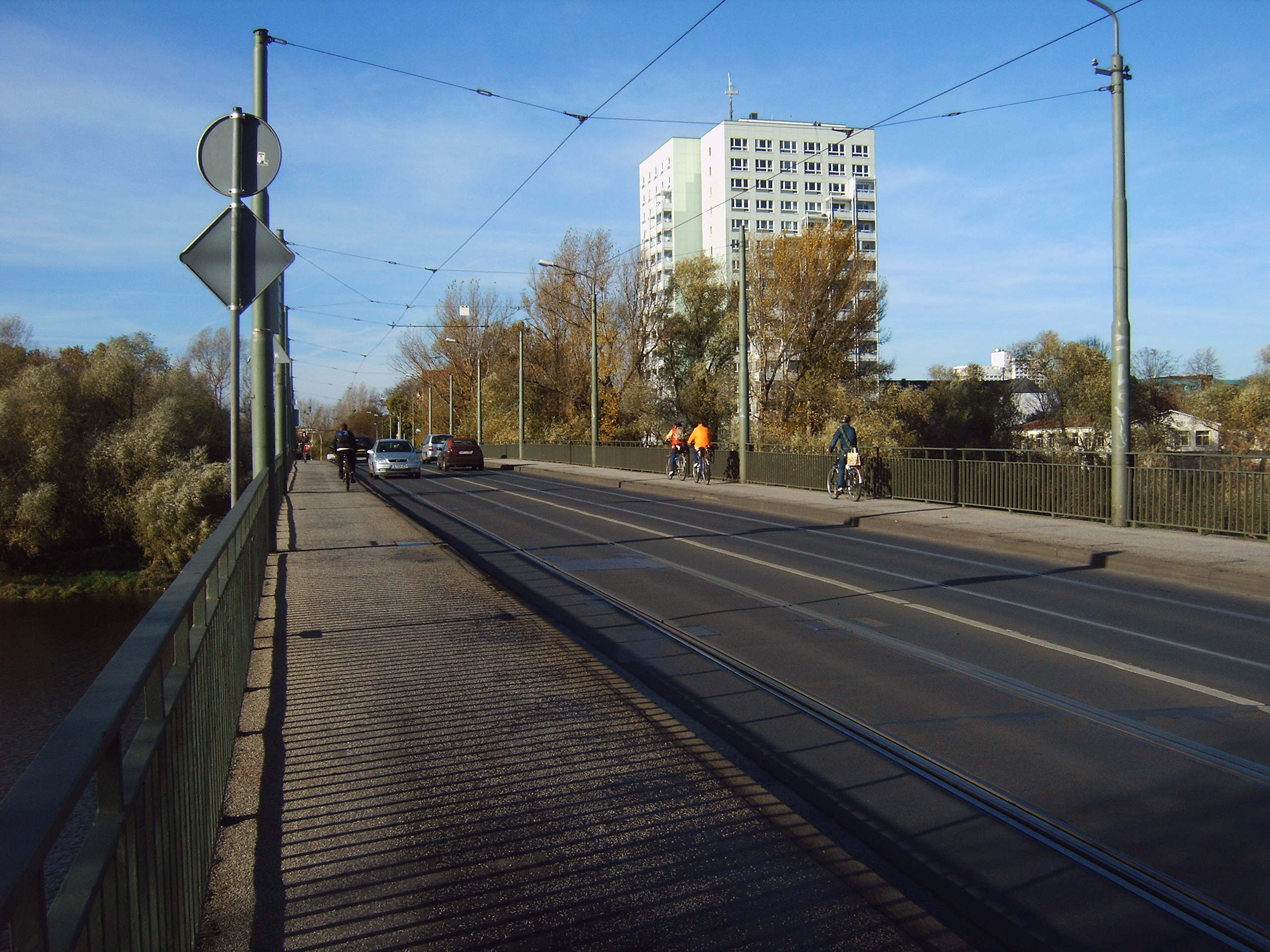
Fahrbahn, Blick zum Werder

Der Bau des heutigen Brückenbauwerks begann 1880 und wurde fast gleichzeitig mit dem Bau der Zollbrücke durchgeführt. Die Einweihung beider Brücken fand am 10. Juni 1882 statt. Die Baukosten betrugen für die Lange Brücke 594.150 Mark.:S. 110 Beide Brücken waren mit Sprengkammern versehen, um im Kriegsfall eine kurzfristige Sprengung durchführen zu können. Diese Hohlräume sind offenbar im Zweiten Weltkrieg mit Sprengstoff bestückt worden, um die Brücke bei einem Vorrücken der Alliierten zu zerstören. Insgesamt wurden im September 2016 rund 140 Kilogramm TNT gefunden.
Im Jahr 1995 wurde eine Instandsetzung der Brückenoberseite durchgeführt. Dazu ließ die Stadt eine Stahlbetonplatte unter anderem zur Aufnahme einer neuen Dichtung einbauen und die Fahrbahn sowie die Gleise der Straßenbahn erneuern.:S. 112
Der sich verschlechternde Bauwerkszustand erforderte ab März 2012 eine Geschwindigkeitsbegrenzung von 30 km/h für Kraftfahrzeuge, für Straßenbahnen galt bis zur endgültigen Einstellung des Straßenbahnverkehrs am 3. September 2021 Schrittgeschwindigkeit und Begegnungsverbot. Vor dem Hochwasser 2013 nutzten neben der Straßenbahn täglich etwa 21.000 Kraftfahrzeuge das Bauwerk. Während des Hochwassers 2013 war die Brücke zweieinhalb Wochen lang für den Straßenbahnverkehr gesperrt, die Bahnen nutzten den Nordbrückenzug.
Eine Notinstandsetzung der Hochwasserschäden erfolgte von 2016 bis 2019. Dabei wurden unter anderem in jedem Gewölbebogen zwölf Ankerstangen zur Horizontalverspannung eingebaut, sämtliche Steinfugen erneuert und Injektionsbohrungen zum Verfüllen von Hohllagen und Rissen durchgeführt. Die Sanierung der Brückenoberseite folgt nach Inbetriebnahme des benachbarten Ersatzneubaus Kaiser-Otto-Brücke. Bis Dezember 2016 betrugen die Baukosten 6,9 Mio. Euro, ein halbes Jahr später wurde eine Kostensteigerung von 2,0 Mio. Euro bekannt.

## Architektur
Die Gesamtlänge der aus elf gleichmäßigen Bögen mit lichten Weiten von 14,21 m bestehenden Brücke beträgt 216,14 m, der Achsabstand zwischen den Landpfeilern 191,11 m. Die Regelpfeiler haben eine Dicke von 2,40 m, die Gruppenpfeiler von 4,40 m. Die Brückenbreite zwischen den Geländern ist 11,55 m.:S. 111 Die Kreissegmentbögen bestehen aus Klinkermauerwerk in Zementmörtel, die Stirnwände besitzen eine Sandsteinverblendung. Die Gestaltung der reich verzierten Brücke war im Stil der Renaissance durch Emil Hundrieser und Ernst Habs erfolgt. Diverse Figuren und Obelisken zierten die Brücke. Neben Bildern der Tierkreiszeichen waren an der Brücke auch die Wappen deutscher Länder zu sehen. Der Figurenschmuck wurde u. a. von Ernst Habs geschaffen. Er ist zu einem großen Teil nicht erhalten oder aber sehr stark verwittert. Der letzte nördliche Brückenpfeiler auf Brückfelder Seite ist durch einen großen steinernen wappentragenden Löwen gekrönt. Die zunächst dem Charakter der Brücke entsprechende Balustrade ist seit 1971 nicht mehr vorhanden und durch ein funktionales Stahlgeländer ersetzt worden.